# Norwegische Technische Hochschule

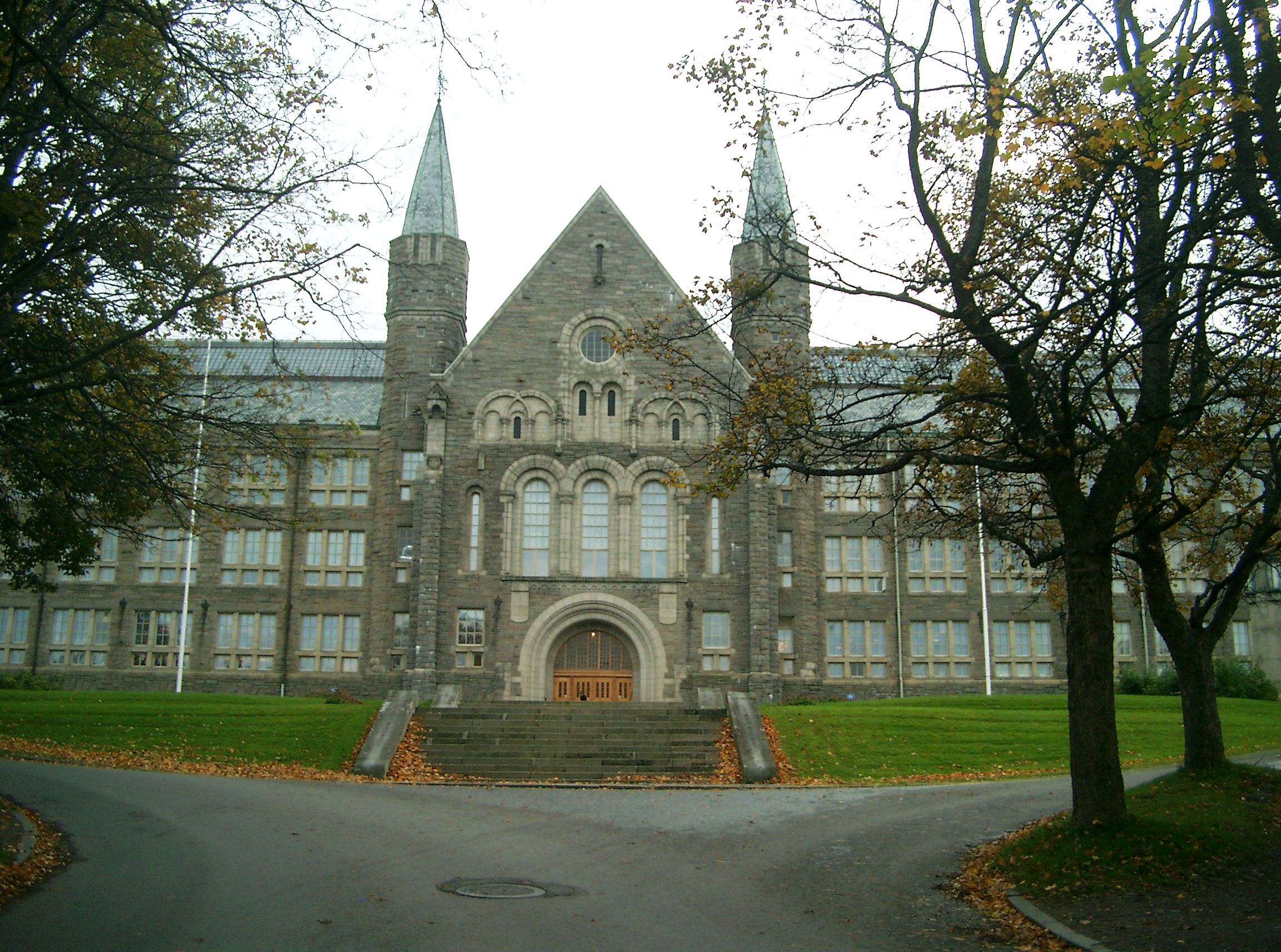
Hauptgebäude der Norwegischen technischen Hochschule (NTH). erbaut aus Iddefjord-Granit.

Die Norwegische Technische Hochschule, bekannt unter ihrer norwegischen Abkürzung NTH (Norges Tekniske Høgskole), wurde 1910 in Trondheim gegründet. 85 Jahre bestand sie als unabhängige technische Universität, bevor sie 1996 mit der Allgemeinbildenden Hochschule Norwegens (AVH), dem Naturhistorischen Museum, der Fakultät für Medizin und dem Trondheimer Konservatorium zur Technisch-Naturwissenschaftlichen Universität Norwegens verschmolzen wurde.
Seit der Zusammenlegung ist sie auch unter Gløshaugen bekannt, nach dem Stadtteil, in dem sie sich befindet.